# Skeingesjön
Skeingesjön är en sjö i Hässleholms kommun och Osby kommun i Skåne och ingår i Helge ås huvudavrinningsområde. Sjön är 8,2 meter djup, har en yta på 2,68 kvadratkilometer och befinner sig 76,1 meter över havet. Sjön avvattnas av vattendraget Helge å. Vid provfiske har en stor mängd fiskarter fångats, bland annat abborre, björkna, braxen och faren.

## Delavrinningsområde
Skeingesjön ingår i det delavrinningsområde (624974-138132) som SMHI kallar för Utloppet av Skeingesjön. Medelhöjden är 86 meter över havet och ytan är 13,87 kvadratkilometer. Räknas de 76 avrinningsområdena uppströms in blir den ackumulerade arean 1 979,62 kvadratkilometer. Avrinningsområdets utflöde Helge å mynnar i havet. Avrinningsområdet består mestadels av skog (52 %) och jordbruk (13 %). Avrinningsområdet har 2,63 kvadratkilometer vattenytor vilket ger det en sjöprocent på 18,9 %.

## Fisk
Vid provfiske har följande fisk fångats i sjön:
| - Abborre - Björkna - Braxen - Faren - Gärs - Gädda - Gös - Löja - Mört - Sandkrypare - Sarv | - Sutare |